# Sega All-Stars (computerspelserie)
Sega All-Stars (oorspronkelijk Sega Superstars) is een serie computerspellen ontwikkeld door Sega, Sumo Digital en Sonic Team met personages uit andere Sega-spellen. De serie is uitgebracht voor meerdere platforms.

## Beschrijving
De serie verscheen in 2004 en bestaat anno 2021 uit vier spellen. Dit zijn Sega Superstars, Sega Superstars Tennis, Sonic & Sega All-Stars Racing en Sonic & All-Stars Racing Transformed.
De personages, die bekend staan als de Sega All-Stars, zijn afkomstig uit verschillende populaire Sega-spellen. Enkele voorbeelden zijn Sonic uit de Sonic the Hedgehog-franchise, Beat en Gum uit Jet Set Radio, Ulala en Pudding uit Space Channel 5 en AiAi uit Super Monkey Ball. Andere personages zijn Gillius uit Golden Axe, B.D. Joe uit Crazy Taxi, Amigo uit Samba de Amigo, Alex Kidd uit de Alex Kidd-serie en Chuih uit het spel ChuChu Rocket!.

## Spelserie
| Jaar | Titel                                | Platform                                                       | Ontwikkelaar |
| ---- | ------------------------------------ | -------------------------------------------------------------- | ------------ |
| 2004 | Sega Superstars                      | PlayStation 2                                                  | Sonic Team   |
| 2008 | Sega Superstars Tennis               | PlayStation 2, PlayStation 3, Wii, Xbox 360, Nintendo DS       | Sumo Digital |
| 2010 | Sonic & Sega All-Stars Racing        | PlayStation 3, Wii, Xbox 360, Nintendo DS, Windows             | Sumo Digital |
| 2012 | Sonic & All-Stars Racing Transformed | PlayStation 3, PS Vita, Wii U, Xbox 360, Nintendo 3DS, Windows | Sumo Digital |